# Голям Балхан
Голям Балхан (на туркменски: Uly Balkan dagy; на руски: Большой Балхан) е нисък изолиран хребет, крайно северозападно разклонение на планината Копетдаг в западната част на Туркменистан. Простира се от запад на изток на протежение от 70 km, като сухата долина Узбой на югоизток го отделя от по ниския хребет Малък Балхан и останалата част на планината Копетдаг. Представлава ясно изразена в релефа антиклинала със стръмен северен склон и полегат южен. Западните продължения на структурата му са погребани под млади наслаги в Прикаспийската низина. Максимална височина връх Арлан 1880 m, (39°40′23″ с. ш. 54°32′35″ и. д. / 39.673056° с. ш. 54.543056° и. д.), разположен в северозападната му част. Изграден е основно от юрски и кредни варовици и пясъчници. Склоновете му са предимно голи, осообено почти отвесните северни, а южните са силно разчленени от дълбоки суходолия. Господстват пустинните (до 800 m), полупустинните и планинско-степните ландшафти с планински ксерофити и редки горички от арча (вид хвойна). В дълбоките сенчести суходолия растат пустинни храсти. В югозападното подножие на Голям Балхан е разположен град Небитдаг, край който се експлоатират нефтени залежи. 